# Bibers
Die Bibers ist ein über 21 km langer Fluss im nördlichen Baden-Württemberg, der beim Dorf Westheim der Gemeinde Rosengarten im Landkreis Schwäbisch Hall von links und insgesamt Nordnordwesten in den mittleren Kocher mündet.

## Name
Der Fluss wurde im Jahr 1265 („in ripa … Bibers“) erstmals schriftlich erwähnt. Bei dem Namen handelt es sich wahrscheinlich um eine s-Ableitung vom germanischen Wort *bebru- für „Biber“.

## Geographie

### Verlauf
Die Bibers beginnt ihren Lauf auf etwa 488 m ü. NHN am Rand der Straße L 1046 vom zentralen Waldenburg in den Teilort Obersteinbach beim Streithof in einer noch flachen, nach Südosten orientierten Mulde. Der oberste Bachabschnitt führt nicht immer Wasser, dies ist erst nach dem Zulauf des Abflusses aus dem Burgvogtsee im südlich gelegenen Waldgewanns Burgerschlag der Fall. Danach knickt die Bibers bei Ziegelhütte nach Süden ab.
Ihre Richtung wird im ganzen weiteren Verlauf fast unmerklich östlicher, bis sie an der Mündung etwa wieder Richtung Südost fließt. Nach stark 2 km erreicht sie den etwa 5 ha großen Neumühlsee, der im Goldbach einen weiteren Zufluss von links hat. Fast 6 km unterhalb der Quelle durchläuft sie den 10 ha großen Sailach-Stausee, dann den Ort Gnadental, nach etwa 7 km die erste größere Siedlung im Tal. Es wird ab dort stetig breiter bis nach Michelfeld, wo die Bibers von der B 14 gequert wird (ca. 12 km unterhalb des Ursprungs). Ab dort wird die Aue enger, der Wald tritt von den Talhängen zurück, die Bibers fließt nun in einer teilweise nur 30 m eingetieften, schmalen Mulde in der weiten, landwirtschaftlich genutzten Hügellandschaft des Rosengartens. Sie passiert Bibersfeld (ca. 14 km), Rieden (ca. 17 km) und die Ziegelmühle, wo ihr mit dem 4,7 km langen Dendelbach zuletzt der längste Nebenfluss von rechts zufließt, und mündet schließlich südlich Westheims nach einer Strecke von über 21 km auf einer Höhe von 309 m ü. NHN von links in den mittleren Kocher.

### Einzugsgebiet
Der Nordteil liegt im Unterraum Waldenburger Berge der Naturraums Schwäbisch-Fränkische Waldberge, der Südteil im Unterraum Haller Bucht mit Rosengarten des Naturraums Hohenloher und Haller Ebene, also der Keuperrandbucht des Bibers-Vorfluters Kochers, der weiter abwärts dann in die offene Ebene austritt.
Das 63,3 km² große Einzugsgebiet ist asymmetrisch. Während am Oberlauf die nahe Ohrn mit ihren Nebenbächen rechts konkurriert, ist es am Unterlauf linksseitig der nahe und tieferliegende Kocher, beide Konkurrenten sind rheinisch orientiert. Zur Rechten der Bibers haben am Unterlauf viele kleine Zuflüsse die Schichtstufe zum Stubensandstein sehr zurückgedrängt. In der Bilanz ergibt sich ein rechtslastiges Einzugsgebiet einer Länge von 17 km (Ursprung–Mündung) bei einer maximalen Breite von 5 km.

### Zuflüsse
Hierarchische Liste der Zuflüsse,  Seen und  Rückhaltebecken, jeweils von der Quelle zur Mündung. Gewässerlänge, Seefläche, Einzugsgebiet und Höhe nach den entsprechenden Layern auf der Onlinekarte der LUBW. Andere Quellen für die Angaben sind vermerkt. Nachweise zu den Zuflüssen, die schon einen Artikel haben, siehe dort.
Ursprung der Bibers in Waldenburg-Streithof auf etwa 488 m ü. NHN. Der Bach fließt zunächst südöstlich.
- Burgvogtbach, von rechts gegenüber Waldenburg-Ziegelhütte, 0,6 km.
Nach diesem Zufluss geht der Bach bald auf Südkurs.
  -  Ist Abfluss des Burgvogtsees auf etwa 490 m ü. NHN, 0,3 ha.
- (Bach aus dem Vogelgsang), von rechts im Talwald vor dem Neumühlsee, 0,4 km.
- Durchläuft den Neumühlsee bei Waldenburg-Neumühle auf 433,1 m ü. NHN, 5,1 ha.
- Goldbach, von links im Neumühlsee, 1,7 km.
  -  Entfließt dem Rößlesmahdsee
  -  Durchfließt den Goldbachsee
- (Zufluss vom Rand der Lauracher Hochebene), von links am Rand einer Waldlichtung, 0,7 km
  -  Ist Abfluss eines Waldteichs wenig südlich von Waldenburg-Laurach auf etwa 492 m ü. NHN, 0,1 ha.
- (Bach durch die Bächlesklinge), von rechts auf 415,8 m ü. NHN, 0,7 km
  -  Entwässert die zwei Teiche am Nordrand des Naturschutzgebietes Entlesboden auf 471,6 m ü. NHN und wenig darüber, 0,8 ha und 0,3 ha.
- Altenhaubächle, von links kurz vor diesem in der freien Flur nördlich des Rückhaltebeckens auf 400,6 m ü. NHN, 1,9 km und 2,4 km².
- Durchläuft den Sailach-Stausee, 5,4 ha, östlich-unterhalb von Waldenburg-Sailach
- Böllbach, von links etwa 700 Meter nördlich des Ortsrandes von Gnadental auf ca. 390 m ü. NHN, 2,1 km und 2,2 km².
  - Hundsbergbach, von links auf ca. 396 m ü. NHN wenig vor der Mündung, 0,5 km und unter 0,2 km².
- → (Abgang des Alten Mühlkanals Gnadental), nach rechts auf ca. 389 m ü. NHN
- Limbach, von rechts am Nordrand von Michelfeld-Gnadental nach Kreuzen des alten Mühlkanals in die Bibers selbst, 1,6 km und ca. 1,2 km².
  -  Entwässert in unbeständigem Oberlauf den Teich am Forsthaus auf etwa 460 m ü. NHN, 0,2 ha.
  -  Durchläuft im Mittellauf zwei Teiche, zusammen 0,1 ha.
  -  Durchläuft am westlichen Dorfrand von Gnadental den Limbachsee auf etwa 405 m ü. NHN, 0,2 ha.
  - Kreuzt mündungsnah den Alten Mühlkanal Gnadental.
- ← (Rücklauf des Alten Mühlkanals Gnadental), von rechts beim ehemaligen Kloster, ca. 0,8 km. Hat in den oberen zwei Dritteln seines Laufs bis zum kreuzenden Limbach wenig beständigen Durchfluss.
- Schöppklingenbach oder Klepperbach, von rechts kurz vor dem nächsten auf 378,1 m ü. NHN, 2,0 km.
  -  Durchläuft ganz zu Anfang am Waldrand der Seewiese nordöstlich von Michelfeld-Neunkirchen einen Teich an der ehemaligen Schneidemühle, 0,2 ha.
- Rinnener Bächle, von links auf etwa 377 m ü. NHN kurz vor der Bibersbrücke der Straße von Gnadental nach Rinnen, 1,5 km. Entsteht am Nordrand von Rinnen.
  -  Hat nicht dauerhaften Zufluss vom Hohlsee auf der linker Talspornhöhe, 0,3 ha.
  - Rainbächle, von links auf 421,3 m ü. NHN, 0,6 km. Entsteht im Erlenhau.
- Wagrainbach, von links nach der Bibersbrücke, 0,8 km
- → (Abgang des Kanals zur Messersmühle), nach rechts gleich nach dem vorigen.
- ← (Rücklauf des Kanals zur Messersmühle), von rechts bei der Mühle auf 368,9 m ü. NHN, 0,6 km.
- Baierbach, von rechts an der Brücke zum Mäurershäusle auf etwa 362 m ü. NHN, 3,0 km und ca. 1,7 km². Entsteht an einer Feldweggabel wenig östlich des Neunkirchener Friedhofs auf etwa 477 m ü. NHN.
  - Verrenbergbach, von rechts auf 396,2 m ü. NHN wenig östlich der Flurbucht von Baierbach, 0,9 km. Entsteht nordöstlich von Witzmannsweiler am Waldrand auf etwa 480 m ü. NHN.
- Erliner Bächle, von rechts zwischen Erlin und dem Koppelinshof, 1,9 km.
- Arzbach, von links und Nordosten kurz danach vor dem Nordwestrand Michelfelds auf 358,2 m ü. NHN, 2,8 km und 2,4 km². Entsteht nördlich des Streiflesbergs in der Waldmulde des Hohlensteins auf etwa 436 m ü. NHN.
  -  Durchläuft einen See nördlich von Forst auf etwa 373 m ü. NHN, 0,9 ha.
- (Bach aus dem Hangwald Hasenbrünnle), von rechts, ca. 1,3 km. Unbeständig.
- → (Abgang des Michelfelder Mühlkanals), nach links.
- Streifleswaldbach, von links nach Durchqueren der Michelfelder Siedlung Kiesberg in den Michelfelder Mühlkanal, 1,1 km.
  -  Entwässert in unbeständigem Oberlauf 5 Seen im Streifleswald, darunter den Kuhsee, zusammen 1,0 ha.
- Der Michelfelder Mühlkanal durchfließt einen Weiher an der Mühlstraße, unter 0,3 ha.
- Riedgraben, von links in den Michelfelder Mühlkanal am Nordrand des Michelfelder Ortskerns, 0,6 km.
- Weidach, von rechts in die Bibers selbst, 0,6 km.
- ← (Rückfluss des Michelfelder Mühlkanals), von rechts auf 354,6 m ü. NHN, 0,7 km.
Anschließend unterquert die Bibers in nur kurzem Lauf durch das vorwiegend linksseits liegende Michelfeld die B 14.
- Herrenbach[3], von rechts gegenüber der Michelfelder Siedlung in den Breitwiesen, 2,0 km. Entsteht in der Hirschklinge unterhalb der oberen Roten Steige.
  - Niesbach[3], von links südöstlich von Molkenstein, 0,9 km.
    -  Durchläuft einen Teich bei Molkenstein, 0,1 ha.

  - Brunnenbach, von links wenig vor der querenden Straße von Michelfeld nach Starkholzbach, 1,7 km. Entsteht in der Klinge unterhalb des Michelfelder Einzelhauses Landturm.
- Brückbach, von links auf 351,1 m ü. NHN, 1,1 km. Entsteht südlich des Michelfelder Buchernhofes.
- Himmelreichsbach[4], von rechts auf 349,1 m ü. NHN, 0,4 km, mitsamt längstem Oberlauf Binsenbach 2,6 km. Fließt auf etwa 355 m ü. NHN in einem Kleingehölz neben der Straße von Starkholzbach nach Bibersfeld aus seinen Quellästen zusammen.
  - Binsenbach, rechter Quellast, 2,2 km. Entsteht im Wald unter der Rücksteige auf 397,5 m ü. NHN.
    - Brunnenwiesenbach[5], von links kurz vor dem Zusammenfluss, 1,4 km. Entsteht westlich des Sees am Rand der Brunnenwiesen zum Hangwald der Comburger Halden.
      - (Zulauf aus dem Loh), von rechts auf 369,5 m ü. NHN, ca. 0,6 km Entsteht auf über 390 m ü. NHN im Hangwald und ist länger als der Hauptast.
      -  Durchläuft am Mittellauf auf etwa  auf 367 m ü. NHN den Starkholzbacher See, 6,0 ha.

  - Starkholzbach, linker Quellast, 0,65 km.
- → (Abgang des Bibersfelder Mühlkanals), nach rechts.
- Kühnbach, von links gegenüber der Mühle in die Bibers selbst, 0,3 km.
- ← (Rücklauf des Bibersfelder Mühlkanals), von rechts, 0,3 km. Nach der Mühle verdolt.
- Einzbach, von rechts gegenüber Bibersfeld am Steg beim Talsportplatz, 1,9 km und ca. 1,1 km². Entsteht nahe am Steigenfuß der Straße von Wielandsweiler nach Bibersfeld.
- Kressenbach, Oberlaufname Horbgraben, von links durchs südliche Bibersfeld vor der Brücke der Straße nach Wielandsweiler, 1,5 km. Entsteht zwischen Bibersfeld und dem Weiler Raibach.
  -  Speist wenigstens zwei Teiche unterhalb der Bibersfelder Sporthalle, zusammen mindestens 0,1 km.
- Sülzbach, von rechts gegenüber dem Südende von Bibersfeld, 2,3 km. Entsteht an einer Waldwiese unterm Büschelberg auf etwa 395 m ü. NHN.
  - Schellaubach, von links am Unterlauf, 0,7 km.
- Ritterbach, von links unter 345 m ü. NHN im Bereich der ehemaligen Kleinsteinbrüche unmittelbar südlich von Bibersfeld, 1,6 km.
  -  Winziger Teich am Mittellauf an kurzem Grabenzulauf.
- Wolfringenbach[6], von links auf 339,6 m ü. NN in die Ostschlinge beim Kastenhof, 1,2 km.
- Sanzenbach, von rechts oberhalb des Bads von Rieden, 3,6 km und 4,6 km².
  Zuflüsse im Artikel
- →← (Abgang und Rückfluss eines Talauenkanals), nach und von links in Rieden, ca. 0,3 km.
- (Bach durch die Flur Stammbach) längs der Straße aus Rosengarten-Uttenhofen, von links in Rieden nahe der Brücke, ca. 1,3 km.
- Riedach, von rechts am Südende von Rieden, 1,4 km. Entsteht am Hangwaldrand unterhalb des Bülz auf etwa 395 m ü. NN.
  - (Zulauf aus dem Mittelbühl), von rechts unterhalb einer Überfahrt beim Herdweg, ca. 0,3 km.
    -  Teich im Lauf, 0,1 ha.
- Rasenberggraben, von rechts unterhalb der Riedener Kläranlage, 0,4 km.
- Kirchklingengraben, von links fast gegenüber dem vorigen, 0,7 km.
- Dendelbach, von rechts an der Brücke der Straße von Uttenhofen nach Frankenberg auf unter 315 m ü. NN, 4,7 km.
  Zuflüsse im Artikel
- →← (Abgang und Rückfluss des Westheimer Mühlkanals), nach und von links, 0,3 km.

Mündung der Bibers bei Rosengarten-Westheim von links und in zuletzt südöstlichem Lauf auf 308,7 m ü. NN  in den mittleren Kocher. Die Bibers ist 21,5 km lang und hat ein 63,3 km² großes Einzugsgebiet.

### Gemeinden und Orte am Lauf
- Stadt Waldenburg
  - Streithof
  - Waldenburg
  - Ziegelhütte
  - Neumühle
- Gemeinde Michelfeld
  - Gnadental
  - Pfeiffershäusle
  - Messersmühle
  - Koppelinshof
  - Kiesberg
  - Michelfeld
- Stadt Schwäbisch Hall
  - Bibersfeld
- Gemeinde Rosengarten
  - Kastenhof
  - Rieden
  - Ziegelmühle
  - Westheim

## Geologie
Der Ursprung der Bibers liegt auf der Kieselsandstein-Hochfläche der nördlichen Waldenburger Berge. Sie läuft dann bald in den Unteren Bunten Mergeln und tritt etwas vor dem Neumühlsee in den Schilfsandstein ein. Schon wenig unterhalb bis etwa nach Michelfeld läuft sie im Gipskeuper (Grabfeld-Formation). Schon vor dem Zulauf des Baierbaches ist die Talaue flach und breit mit Auensediment gefüllt. Bis zum Zufluss des Wolfringenbachs zwischen Bibersfeld und Rieden folgt der Lettenkeuper (Erfurt-Formation). Das Talstück von dort bis zum Zulauf des Dendelbachs liegt im Oberen Muschelkalk. Der restliche Talabschnitt, vor allem dann in der breiten Talaue des Kochers, ist wieder weit mit Auensediment gefüllt, am rechten Unterhang streicht zuletzt wieder Lettenkeuper aus, wohl weil durch die das Kochertal etwas aufwärts querende Neckar-Jagst-Furche die Schichten lokal tiefer liegen.

## Landschaft
Der Bibers-Oberlauf liegt in einem bald engen, bis auf den Weiler Neumühle, der dem dortigen Badesee den Namen gab, völlig unbevölkerten Waldtal, weithin bis ans Ufer heran baumbestanden. Siedlungen liegen in diesem Bereich auf der umgebenden Hochebene, meist kleine Weiler in Rodungsinseln. Hinter Gnadental beginnt eine dünne Besiedlung mit zumeist Einzelhöfen, die sich aber an den Fußbereich der Hänge hält. Ab Michelfeld ist die Bevölkerung dichter, konzentriert in den drei Dörfern Michelfeld, Bibersfeld und Rieden. Außer in Gnadental und Rieden meidet die Besiedlung die Talaue dicht am Gewässer.

## Sehenswürdigkeiten und Bauwerke
- Naturschutzgebiet Entlesboden, an der K 2362 Waldenburg–Sailach ca. 1 km vor Sailach. Staunasse Höhenfläche mit dünner Bewaldung, historische Waldweide.[8]
- Kalksinterbildungen am oberen Wagrainbach.

### LUBW
Amtliche Online-Gewässerkarte mit passendem Ausschnitt und den hier benutzten Layern: Lauf und Einzugsgebiet der Bibers

Allgemeiner Einstieg ohne Voreinstellungen und Layer: Daten- und Kartendienst der Landesanstalt für Umwelt Baden-Württemberg (LUBW) (Hinweise)
1. 1 2 3  
Höhe nach dem Höhenlinienbild auf dem Hintergrundlayer Topographische Karte.
2. 1 2  
Höhe nach grauer Beschriftung auf dem Hintergrundlayer Topographische Karte.
3. 1 2  
Länge nach dem Layer Gewässernetz (AWGN).
4. 1 2  
Einzugsgebiet aufsummiert aus den Teileinzugsgebieten nach dem Layer Basiseinzugsgebiet (AWGN).
5. ↑  
Seefläche nach dem Layer Stehende Gewässer.
6. ↑  
Einzugsgebiet nach dem Layer Basiseinzugsgebiet (AWGN).

### Andere Belege
1. ↑  Albrecht Greule: Deutsches Gewässernamenbuch. Walter de Gruyter, Berlin / Boston 2014, ISBN 978-3-11-057891-1, S. 58, „Bibers“ (Auszug in der Google-Buchsuche).
2. ↑  
Wolf-Dieter Sick: Geographische Landesaufnahme: Die naturräumlichen Einheiten auf Blatt 162 Rothenburg o. d. Tauber. Bundesanstalt für Landeskunde, Bad Godesberg 1962. → Online-Karte (PDF; 4,7 MB)
3. 1 2  
Teilweise haben die obersten Quellzweige, hier als Herrenbach und Niesbach bezeichnet, auf Karten auch vertauschte Namen.
4. ↑  
Teilweise auf Karten auch als Unterlauf des linken Quellbachs Starkholzbach aufgefasst und beschriftet.
5. ↑  
Auch als Brunnenbach bezeichnet.
6. ↑  
Nach Topographischer Karte mit Oberlaufnamen Weglesseegraben
7. ↑  
Geologie nach den Layern zu Geologische Karte 1:50.000 auf: Mapserver des Landesamtes für Geologie, Rohstoffe und Bergbau (LGRB) (Hinweise). Ein ähnliches Bild bietet die unter → Literatur aufgeführte geologische Karte.
8. ↑  
Schutzgebietssteckbrief der Landesanstalt für Umwelt, Messungen und Naturschutz Baden-Württemberg zum Entlesboden.